# Seznam švédských královen

Znak Švédského království

Kristýna I. Švédská

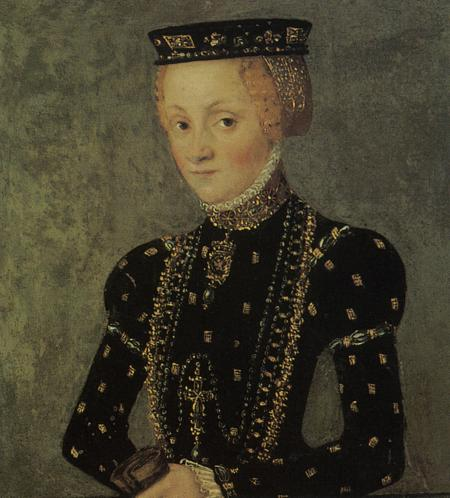
Kateřina Jagellonská

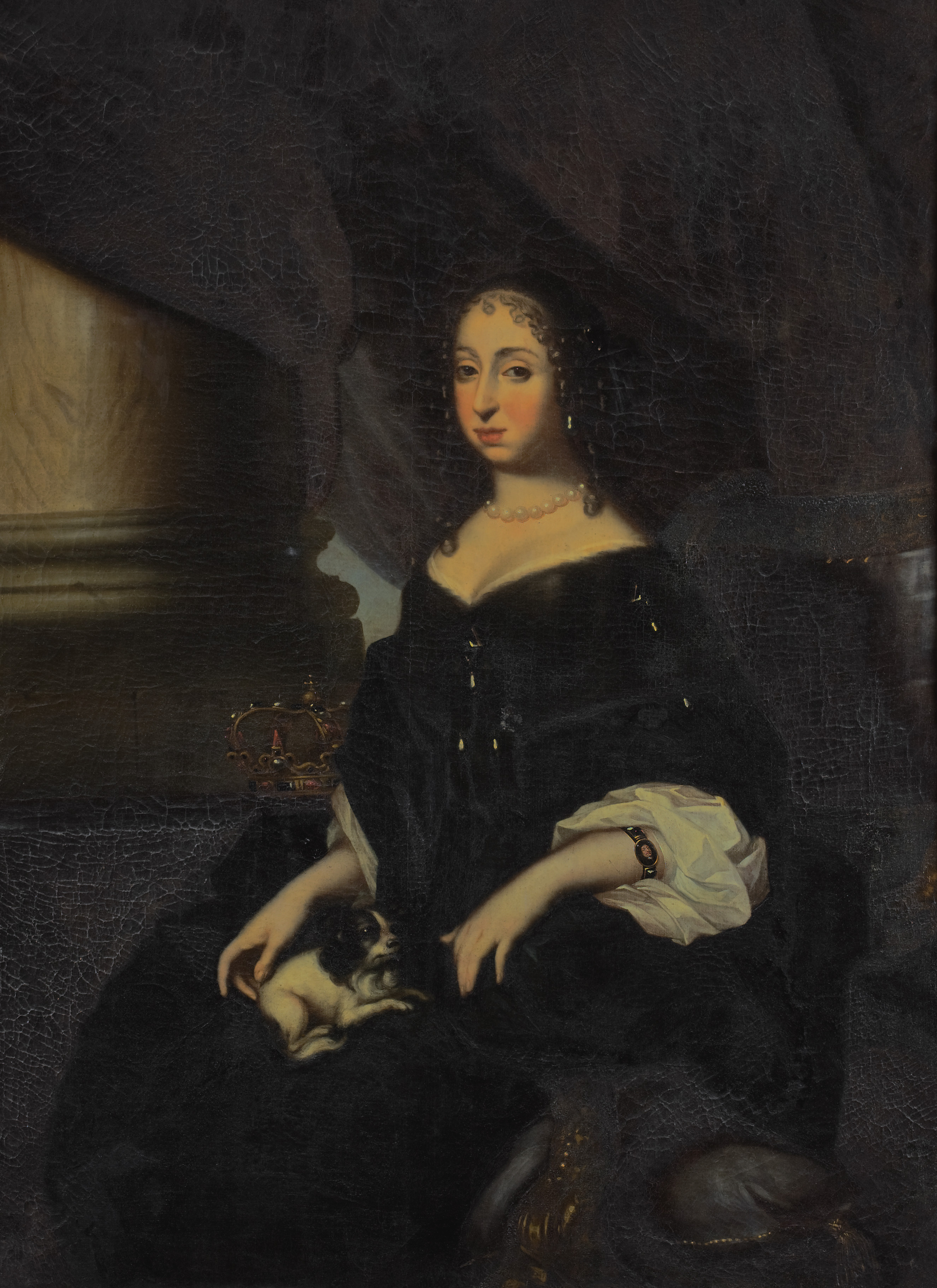
Hedvika Eleonora Holštýnsko-Gottorpská

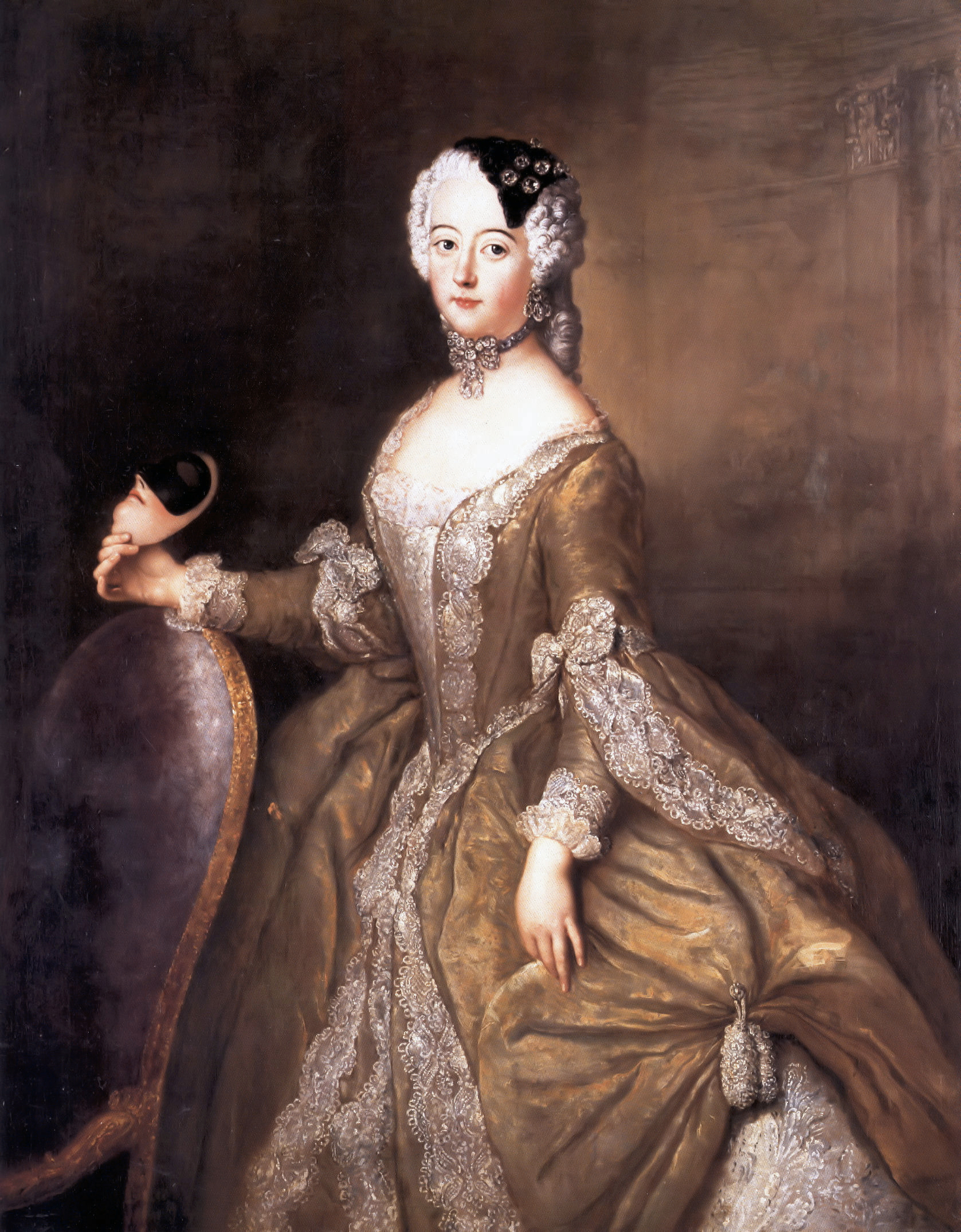
Luisa Ulrika Pruská

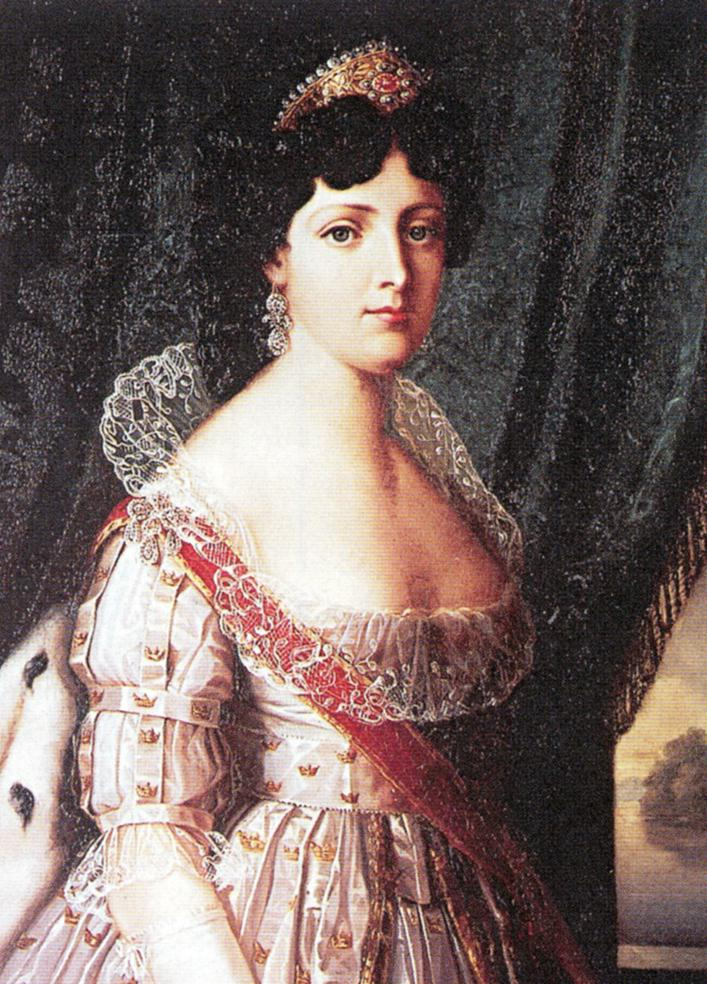
Frederika Dorotea Bádenská

Jako švédská královna (švédsky Sveriges drottning) se ve švédském právu a dvorském protokolu označuje od  středověku buď manželka švédského krále nebo královna regentka, která je sama hlavou švédského státu.

## Nástupnictví trůnu
Až do 1. ledna 1980 platilo ve švédském nástupnickém právu následnictví v mužské linii. Potomci ženského pohlaví přišli na řadu teprve poté, když neexistoval žádný mužský následník. Ve švédské historii tak existují pouze tři královny, které byly rovněž panovnicemi. Teprve v roce 1979 byl změněn v roce 1810 vyhlášený  Successionsordning (Nástupnický řád) a ustoupilo se od přednosti mužských následníků. Dosavadní následnictví po meči bylo nahrazeno primogeniturou. Korunní princezna Viktorie Švédská tak stojí na prvním místě následníků švédského trůnu. 

## Role
Role královny jako manželky krále byla čistě ceremoniální povahy. Královna však musela od období reformace – stejně jako všichni ostatní členové královské rodiny – být "čisté evangelické víry". Postavení na dvoře záviselo do značné míry na její osobnosti. Po smrti manžela si obvykle ovdovělá královna podržela svůj titul; zůstala většinou součástí dvorského protokolu a hrála dále ceremoniální roli. 

## Etymologie
Označení drottning pro královnu se vyskytuje pouze ve skandinávských jazycích. Jde o ženskou formu slova drott (starošvédsky drott, islandsky dróttinn, staroněmecky truhtin), jímž se dříve ve Skandinávii označoval lenní kníže nebo malý král. Tento výraz přežíval v mužské podobě Drost až do pozdního středověku jako označení vysokého úředníka. Ten byl ve Švédsku definitivně zrušen teprve v roce 1809.

## Chronologický seznam švédských královen
| Jméno                                   | Manžel                | Královna       | Regentka  |
| Sigrid Storråda?                        | Erik Vítězný          | ?–?            |           |
| Aud Haakonsdottir z Lade?               | Erik Vítězný          | ?–995          |           |
| Estrid Obodritská                       | Olof Skötkonung       | asi 1000–1022  |           |
| Gunnhildr Sveinsdóttir                  | Jakob Anund           | 1022–1050      |           |
| Astrid Njalsdotter                      | Emund Gammal          | 1050–1060      |           |
| Ingamoder Emundsdotter                  | Stenkil               | asi 1060–1066  |           |
| Gyla?                                   | Erik Pohan            | asi 1070–1079  |           |
| Gyla?                                   | Haakon Rudý           | asi 1070–1079  |           |
| Helena                                  | Inge I.               | 1097–1084      |           |
| Blot-Tulka?                             | Blot-Sven             | 1084–1087      |           |
| Helena                                  | Inge I.               | 1087–1105      |           |
| Ingegerd Haraldsdotter Norská           | Filip Švédský         | 1105/1110–1118 |           |
| Ragnhilda z Tälje                       | Inge II.              | ?–asi 1117     |           |
| Ulvhild Håkansdotter                    | Inge II.              | 1116/17–1125   |           |
| Richenza Polská                         | Magnus Nilsson        | 1127–1130      |           |
| Ulvhild Håkansdotter                    | Sverker I.            | 1134–1148      |           |
| Richenza Polská                         | Sverker I.            | 1148–1156      |           |
| Kristina Dánská                         | Erik IX. Švédský      | 1156–1160      |           |
| Brigida Haraldsdotter                   | Magnus II. Švédský    | 1160–1161      |           |
| Kristina Stigsdotter Hvide              | Karel VII. Švédský    | 1163–1167      |           |
| Cecílie Johansdotter                    | Knut I. Švédský       | 1167–1193      |           |
| Benedikta Ebbesdotter                   | Sverker II.           | 1196–1199/1200 |           |
| Ingegerd Birgersdotter                  | Sverker II.           | 1200–1208      |           |
| Rixa Dánská                             | Erik X.               | 1210–1216      |           |
| Helena Pedersdatter Strange             | Knut II.              | 1229–1234      |           |
| Kateřina Sunesdotter                    | Erik XI.              | 1243–1250      |           |
| Žofie Eriksdotter Dánská                | Valdemar I. Švédský   | 1261–1275      |           |
| Helvig Holštýnská                       | Magnus III.           | 1276–1290      |           |
| Markéta Dánská                          | Birger Magnusson      | 1298–1318      |           |
| Blanka Namurská                         | Magnus IV.            | 1335–1363      |           |
| Markéta I.                              | Haakon VI. Norský     | 1363–1364      | 1389–1412 |
| Richardis Schwerinská                   | Albrecht Meklenburský | 1365–1377      |           |
| Filipa Anglická                         | Erik VII.             | 1406–1439      |           |
| Dorotea Braniborská                     | Kryštof III. Bavorský | 1445–1448      |           |
| Kateřina Karlsdotter                    | Karel VIII. Knutsson  | 1448–1450      |           |
| Dorotea Braniborská                     | Kristián I. Dánský    | 1457–1464      |           |
| Kristina Abrahamsdotter                 | Karel VIII. Knutsson  | 1448–1450      |           |
| Kristina Saská                          | Jan I. Dánský         | 1497–1501      |           |
| Isabela Habsburská                      | Kristián II. Dánský   | 1520–1521      |           |
| Kateřina Sasko-Lauenburská              | Gustav I. Vasa        | 1523–1535      |           |
| Markéta Leijonhufvud                    | Gustav I. Vasa        | 1536–1551      |           |
| Kateřina Stenbock                       | Gustav I. Vasa        | 1552–1560      |           |
| Karin Månsdotter                        | Erik XIV.             | 1568           |           |
| Kateřina Jagellonská                    | Jan III.              | 1568–1583      |           |
| Gunilla Bielke                          | Jan III.              | 1585–1592      |           |
| Anna Habsburská                         | Zikmund III. Vasa     | 1592–1598      |           |
| Kristina Holštýnsko-Gottorpská          | Karel IX.             | 1604–1611      |           |
| Marie Eleonora Braniborská              | Gustav II. Adolf      | 1620–1632      |           |
| Kristina I.                             | neprovdána            | 1632–1654      | 1632–1654 |
| Hedvika Eleonora Holštýnsko-Gottorpská  | Karel X. Gustav       | 1654–1660      |           |
| Ulrika Eleonora Dánská                  | Karel XI.             | 1680–1693      |           |
| svobodný                                | Karel XII.            |                |           |
| Ulrika Eleonora                         | Frederik              | 1718–1741      | 1718–1720 |
| Luisa Ulrika Pruská                     | Adolf Frederik        | 1751–1771      |           |
| Žofie Magdalena Dánská                  | Gustav III.           | 1771–1792      |           |
| Frederika Dorotea Bádenská              | Gustav IV. Adolf      | 1794–1809      |           |
| Hedvika Šlesvicko-Holštýnsko-Gottorpská | Karel XIII.           | 1809–1818      |           |
| Désirée Clary                           | Karel XIV. Jan        | 1818–1844      |           |
| Joséphine de Beauharnais mladší         | Oskar I.              | 1844–1859      |           |
| Luisa Oranžsko-Nasavská                 | Karel XV.             | 1859–1871      |           |
| Žofie Nasavská                          | Oskar II.             | 1872–1907      |           |
| Viktorie Bádenská                       | Gustav V.             | 1907–1930      |           |
| Luisa Mountbattenová                    | Gustav VI. Adolf      | 1950–1965      |           |
| Silvia Sommerlath                       | Karel XVI. Gustav     | od 1976        |           |